# Антим Върбанов (архиерейски наместник)
Вижте пояснителната страница за други личности с името Антим Върбанов.
Антим Върбанов е български православен духовник, архимандрит, деец на Късното българско възраждане.

## Биография
Роден е около 1850 година в Самоков, тогава в Османската империя. Замонашва се и е дякон в Ловеч. Поддържа тесни връзки с Васил Левски. След като митрополит Йосиф Ловчански е избран за екзарх в 1877 година, заминава с него за Цариград.
От 1878 до 1884 година учи в Одеската духовна семинария. След това е назначен за учител в Одринското свещеническо училище. В 1885 година взима участие в Сръбско-българската война като санитар. След това е учител и ректор на Самоковското богословско училище.
Около 1901 – 1902 година заминава да учи в духовна академия в Русия. По време на Руско-японската война (1904 – 1905) заминава за Манджурския фронт като санитар.
След завръщането си е назначен за архиерейски наместник и председател на българската община в Кукуш. Настройва кукушаните срещу себе си, използвайки събраните от тях пари за ново училище не за тази цел, а за постройка на ненужна черква при гробищата – нещо, с което населението в грамадното си мнозинство не е съгласно. Налага се гражданите отново да събират пари за училище. На тази основа конфликтът му с кукушани е остър, а към това се прибавя и антиреволюционната му дейност. Кукушкият революционен комитет го осъжда на смърт заедно с чорбаджиите Петруш Ярцев и Дино Попгутов, оповестено със специално окръжно от 18 февруари 1908 година. През пролетта на 1908 година на излизане от църква е прострелян от двама дейци на ВМОРО. Оказва съпротива, оцелява и със султанска заповед се лекува в болница „Хамидие“ в Цариград.
След Балканските войни (1912 – 1913), се установява в София. Служи като ефимерий на параклиса на Централния софийски затвор.
Умира в 1929 година и е погребан в двора на „Свети Спас“.